# Synchroonzwemmen op de Olympische Zomerspelen 1992
Synchroonzwemmen was een van de sporten die werden beoefend tijdens de Olympische Zomerspelen 1992 in Barcelona. Het deelnemersveld bestond uit 53 deelnemers, verdeeld over twee evenementen (achttien duetten met twee deelnemers). Het synchroonzwemmen werd van 2 t/m 7 augustus 1992 gehouden in het Piscines Bernat Picornell. Elk onderdeel bestond uit een verplichte en een vrije oefening waarbij de punten uit beide onderdelen werden opgeteld. Naast het synchroonzwemmen vonden hier ook de waterpolo finale, zwemmen en het zwemonderdeel van de moderne vijfkamp plaats.
Nederland werd bij het onderdeel solo vertegenwoordigd door drie zwemsters. Voor Tamara Zwart en Frouke van Beek kwamen met een 20e resp. 34e plaats niet verder dan de verplichte figuren. Marjolijn Both bereikte wel de finale en eindigde daarin op de achtste plaats.
Bij het onderdeel duet bestond het Nederlandse team uit de dames Both en Zwart. Zij eindigden op de zevende plaats.

## Deelnemende landen
Er deden 53 zwemmers uit 22 landen mee bij het synchroonzwemmen op de Olympische Zomerspelen in Seoel.

## Competitieschema
Hieronder volgt het competitieschema van het synchroonzwemmen op de Olympische Zomerspelen 1992. De twee evenementen worden gehouden van 2 tot en met 7 augustus 1992 en duren respectievelijk drie en twee dagen. De finale voor de solo was op 6 augustus en die voor het duet op 7 augustus.
| Q | Kwalificatie | F | Finale |

| Datum →     | 2 | 3 | 4 | 5 | 6 | 7 |
| Onderdeel ↓ | 2 | 3 | 4 | 5 | 6 | 7 |
| ----------- | - | - | - | - | - | - |
| Solo        | Q |   | Q |   | F |   |
| Duet        |   | Q |   |   |   | F |

## Medailles

### Medaillewinnaars
| Onderdeel | Goud    | Goud                                  | Zilver | Zilver                      | Brons | Brons                     |
| --------- | ------- | ------------------------------------- | ------ | --------------------------- | ----- | ------------------------- |
| Solo      | USA CAN | Kristen Babb-Sprague Sylvie Fréchette |        | Niet uitgereken             | JPN   | Fumiko Okuno              |
| Duet      | USA     | Karen Josephson Sarah Josephson       | CAN    | Penny Vilagos Vicky Vilagos | JPN   | Fumiko Okuno Aki Takayama |

## Medaillespiegel
| Plaats | Land             | NOC    | Goud | Zilver | Brons | Totaal |
| ------ | ---------------- | ------ | ---- | ------ | ----- | ------ |
| 1      | Verenigde Staten | USA    | 2    | 0      | 0     | 2      |
| 2      | Canada           | CAN    | 1    | 1      | 0     | 2      |
| 3      | Japan            | JPN    | 0    | 0      | 2     | 2      |
| Totaal | Totaal           | Totaal | 3    | 1      | 2     | 6      |

Los Angeles 1984 · 
Seoel 1988 · 
Barcelona 1992 · 
Atlanta 1996 · 
Sydney 2000 · 
Athene 2004 · 
Peking 2008 · 
Londen 2012 · 
Rio de Janeiro 2016 · 
Tokio 2020 · 
Parijs 2024 · Los Angeles 2028
Medaillewinnaars 
Atletiek · Badminton · Basketbal · Boksen · Boogschieten · Gewichtheffen · Gymnastiek · Handbal · Hockey · Honkbal · Judo · Kanovaren · Moderne vijfkamp · Paardensport · Pelota (demonstratie) · Roeien · Rolhockey (demonstratie) · Schermen · Schietsport · Schoonspringen · Synchroonzwemmen · Taekwondo (demonstratie) · Tafeltennis · Tennis · Voetbal · Volleybal · Waterpolo · Wielersport · Worstelen · Zeilen · Zwemmen